# Jiří Heš
Jiří Heš (* 18. března 1972 Gottwaldov) je český lední hokejista.

## Biografie
S hokejem začínal ve Zlíně v sedmi letech. Na zimní stadion ho vlastně přivedl mladší bratr, který chtěl hrát hokej. Později se rodina přestěhovala do Prahy, a tak od sedmé třídy oblékal dres Sparty, ve kterém vydržel až do dospělosti. Když v osmnácti letech úspěšně ukončil gymnázium, přestoupil do Zlína a poprvé tam okusil mužskou extraligu. Odtud putoval přes Vsetín zpět do Prahy, tentokrát na Slavii, se kterou vybojoval postup do extraligy. Později si na tři měsíce vyzkoušel německou soutěž ve Wilhelmshavenu.
Prošel všemi mládežnickými reprezentačními výběry. S reprezentací dospělých se zúčastnil pěti přípravných zápasů, ve kterých vstřelil dvě branky.
Za největší hokejový úspěch považuje zisk slovenského titulu, který získal s trenčínským klubem a postup se Slavií a Znojmem do extraligy. Sport a tedy i hokej hodně souvisí se zdravím a i proto jako úspěch velký uvádí i fakt, že mohl dělat tak dlouho to co jej baví.
Vystudoval práva, je ženatý, má syny Lukáše a Jakuba.

## Kariéra
- 1990-91 HC Zlín
- 1994-95 HC Slavia Praha
- 1996-97 HC Slavia Praha/HC Berounští Medvědi
- 1997-98 HC Slavia Praha/EC Wilhelmshaven-Stickhausen
- 1998-99 HC Znojemští Orli
- 1999-00 HC Znojemští Orli
- 2000-01 HC Znojemští Orli
- 2001-02 HC Znojemští Orli
- 2002-03 HK Dukla Trenčín
- 2003-04 HK Dukla Trenčín
- 2004-05 HK Dukla Trenčín
- 2005-06 HC Znojemští Orli/HK Dukla Trenčín
- 2006-07 HK Dukla Trenčín
- 2007-08 HC Vítkovice
- 2008-09 HK 32 Liptovský Mikuláš
- 2009-10 HK 32 Liptovský Mikuláš
- 2010-11 IHC Písek/MsHK Žilina
- 2011-12 VHK Vsetín/HC Šumperk